# Lehre
Lehre é um município da Alemanha localizado no distrito de Helmstedt, estado de Baixa Saxônia.